# Salamon ibn Gavirol
Salamon ibn Gavirol, középkori latin nevén Avicebron, teljes nevén Salamon ben Jehuda ibn Gabriol; héberül: שלמה בן יהודה אבן גבירול, Shelomo ben Yehuda ibn Gvirol; arabul: أبو أيوب سليمان بن يحيى بن جبيرول, Abu Ayyūb Suleiman ibn Yahya ibn Jabirūl), (Málaga, 1021 körül – Valencia, 1057 vagy 1069/1070) középkori héber költő, filozófus. A 19. századi Heinrich Graetz, a zsidóság híres történetírója így jellemezte őt: „a század költői és filozófiai lángelméje, a zsidó Plato, kinek szaván sok szív melegedett fel, sok elme világosodott meg”.

## Élete, művei
Gavirol életrajzi adatai csak részben ismertek. Annyit tudni róla, hogy egy Jehuda nevű cordovai ember volt az édesapja, aki Sámuel ibn Nagrillával együtt ment Málagába. Itt született meg fia, Gavirol valószínűleg 1021-ben. Testvérei nem voltak, szülei korán elhaltak. Gavirol komoly kisfiúként nőtt fel, és már egyik 17 éves korában keletkezett versében érett öregkori nézeteinek adott hangot. Egy Jekuthiel ibn Haszan nevű férfi karolta fel, és elvitte magával Zaragozába. Bár itt jobb anyagi helyzetbe került, és több emberrel sikerült is megbarátkoznia, nyugalmas életének ibn Haszan váratlan halála (1039) véget vetett. Gavirol újra visszasüllyedt a komor elmélkedések világába, ugyanakkor további költeményeket írt. Még csak 19 éves volt, amikor 1040-ben megírta 400 soros grammatikai költeményét. Ekkoriban keletkezett A lélek hajlamainak nemesítése című etikai műve is. A mind híresebb költő-filozófus ellenségei elérték, hogy 1045 után nem sokkal Gavirolt kiutasították Zaragozából. A megkeseredett költő el akarta hagyni Hispániát, de végül nem ment eredeti tervének megfelelően Egyiptomba, Palesztinába vagy Babilóniába, hanem az Ibériai-félszigeten bolyongott.
Ezúttal édesapjának barátja, Sámuel ibn Nagrilla vett magához. Nagrillánál Gavirol a filozófiai kutatásoknak adta át magát, és itt írta meg később latin fordításának címén Fons vitae ('Az élet forrása') híressé vált nagy művét. Arról, hogy mikor hunyt el Gavirol, megoszlanak a vélemények. Egyesek szerint 1057 körül, mások szerint 1069/1070-ben, valószínűleg Valenciában.

## Műveinek listája
A felsorolás Graetz műve alapján készült:
- Kisebb költemények
- Grammatikai költeménye
- A lélek hajlamainak nemesítése
- Az élet forrása

## AFons vitae
Gavirol fő művét, Az élet forrását arab nyelven írta. Ezt a változatot a hispániai Szent Gonzalo (lat. Gundisalvus, †1108) mondoñedoi püspök már a 12. században latinra fordította. Ugyancsak az arab eredetiből készült a 13. században Sém-tóv ibn Falaquera (†1295) héber nyelvű kivonata. Ez utóbbi művet találta meg 1845-ben Eduard Munk német filológus, és csak később került elő a latin fordítás 2 kéziratban. Munknak sikerült megfejtenie, hogy a zsidó költő Gavirol azonos a Fons vitae szerzőjével, akit a középkori latin írók Avencebrolnak, Avicebronnak neveztek.
A Fons vitae zsidó tanítások, arisztotelikus és újplatónikus elméletek összeolvasztása. Párbeszédes formában a tanuló tesz fel kérdéseket tanítójához, aki sorban választ ad ezekre. Alapgondolata, hogy a szellemi szubsztanciáknak is rendelkeznek anyaggal, azaz a testek és lelkek egyaránt anyagból és formából állanak. A Teremtő és a látható világ közt kell, hogy legyenek közvetítő lények, mert a távolság köztük sokkal nagyobb annál, hogy közvetlen kapcsolat állhasson fenn közöttük. Ilyen közvetítő az Isteni akarat, mely az egész világot teremti és mozgatja (tehát, mint Arisztotelész tanítja, az Isteni ész); az általános anyag és az általános forma; a Világszellem, és végül a természet. A testi világ a szelleminek képére alakult látható dolgokká, tehát megvan az analógiája a láthatatlanban. Gavirol filozófiája meglehetősen bonyolult, de annyi látható belőle, hogy használta – arab közvetítéssel – Plótinosz gondolatait. Úgy tűnik, hogy az írást nem kedvelték az zsidó körökben, és fokozatosan feledésbe merült, bár bizonyos mértékű hatása kimutatható a Zóhár című kabbalisztikus műben. Európában azonban ismert volt: Benai Amalricus (†1204) és Dinánti Dávid (†1217) németalföldi panteista filozófus egyes vélekedései hasonlítanak Gaviroléra, bár nem bizonyos, hogy ismerte-e elődje művét. Egyes Gavirol hatását Spinozán (†1677) is próbálják kimutatni, bár ő valószínűleg nem olvasta a Fonst vitaet. Velük szemben tudott dolog, hogy ismerte – és kifejezetten cáfolta – Avicebron tanításait Albertus Magnus (†1280) és Aquinói Szent Tamás (†1274); Roger Bacon (†1294) és Duns Scotus (†1308) több helyen egyetértenek vele, Giordano Bruno (†1600) pedig sűrűn idézi és fölhasználja Gavirolt.

## Magyar nyelvű fordítások
Gavirol teljes életműve mindezideig nem rendelkezik magyar nyelvű fordítással. Kisebb költeményei mellett prózai műveiből szemelvények jelentek meg:
- Kecskeméti Lipót: Zsidó költőkből – Salamon ibn Gabiról, Juda Halévi, Juda Alcharizi, Athenaeum R. Társulat, Budapest, 1887, 3–91. oldal
- Makai Emil (ford.): Zsidó költők – műfordítások Salamon ibn Gabirol, Juda Halévi, Sámuel Hánágid, Mózes ibn Ezra, Ábrahám ibn Ezra, Chárizi, Manuello verseiből / XI.–XIV. század, Singer és Wolfner Kiadása, Budapest, 1895, 9–57. oldal
- Frisch Ármin: Szemelvények a Biblia utáni zsidó irodalomból, Pallas Irodalmi és Nyomdai Rt., Budapest, 1906 (reprint kiadás: Auktor Könyvkiadó, Budapest, 1993, ISBN 963-7780-24-6, 413 p), 194–206., 308–310. oldal
- Héber költők antológiája – Kardos László műfordításai, Magyar Zsidók Pro Palesztina Szövetsége, Budapest, 1943, 12–20. oldal
- Kecskeméti Ármin: A zsidó irodalom története I–II. Budapest: Izraelita Magyar Irodalmi Társulat. 1908–1909.   → reprint kiadás: Kecskeméti Ármin: A zsidó irodalom története I–II. Budapest: Bethlen Gábor Könyvkiadó. 1994.  ISBN 963-7426-20-5 , I. köt., 261–273. o.
- Patai József: Héber költők I–V., műfordítások, Izraelita Magyar Irodalmi Társaság, Budapest, 1910–1912
(Új kiadás → Patai Józsefː Héber költők – A középső kapu (Nemzeti könyvtár sorozatː Magyar ritkaságok rovat, 49. mű, Köves Slomó EMIH vezető rabbi ajánlásával), Magyar Közlöny Lap- és Könyvkiadó, Budapest, 2015, ISBN 978-615-5269-73-8, 30–37. o.)
- Scheiber Sándor: A feliratoktól a felvilágosodásig – Kétezer év zsidó irodalma (Zsidó irodalomtörténeti olvasmányok), Múlt és Jövő Lap- és Könyvkiadó, Budapest, 1997, ISBN 963 85697 4 3, 139–149. o.

## Külső hivatkozások
- Slomó ibn Gvirol: Költemény: Ádon olám – A világ ura. Zsidó Tudományok Szabadegyeteme 6. kötet – A zsidó vallás tizenhárom hitelve. (Hozzáférés: 2016. december 19.)